# Japanstelze
Die Japanstelze (Motacilla grandis) ist eine Singvogelart aus der Familie der Stelzen und Pieper. Sie ist auf den Hauptinseln Japans endemisch, zerstreute Brutnachweise gibt es aber auch von der Koreanischen Halbinsel. Die schwarzweiße Stelze wurde lange Zeit als Unterart der Bachstelze geführt, brütet aber sympatrisch mit den beiden Bachstelzenunterarten Motacilla alba leucopsis und M. a. lugens und es gibt nur selten Fälle von Hybridisierung. Die Art ist nicht bedroht.

## Beschreibung

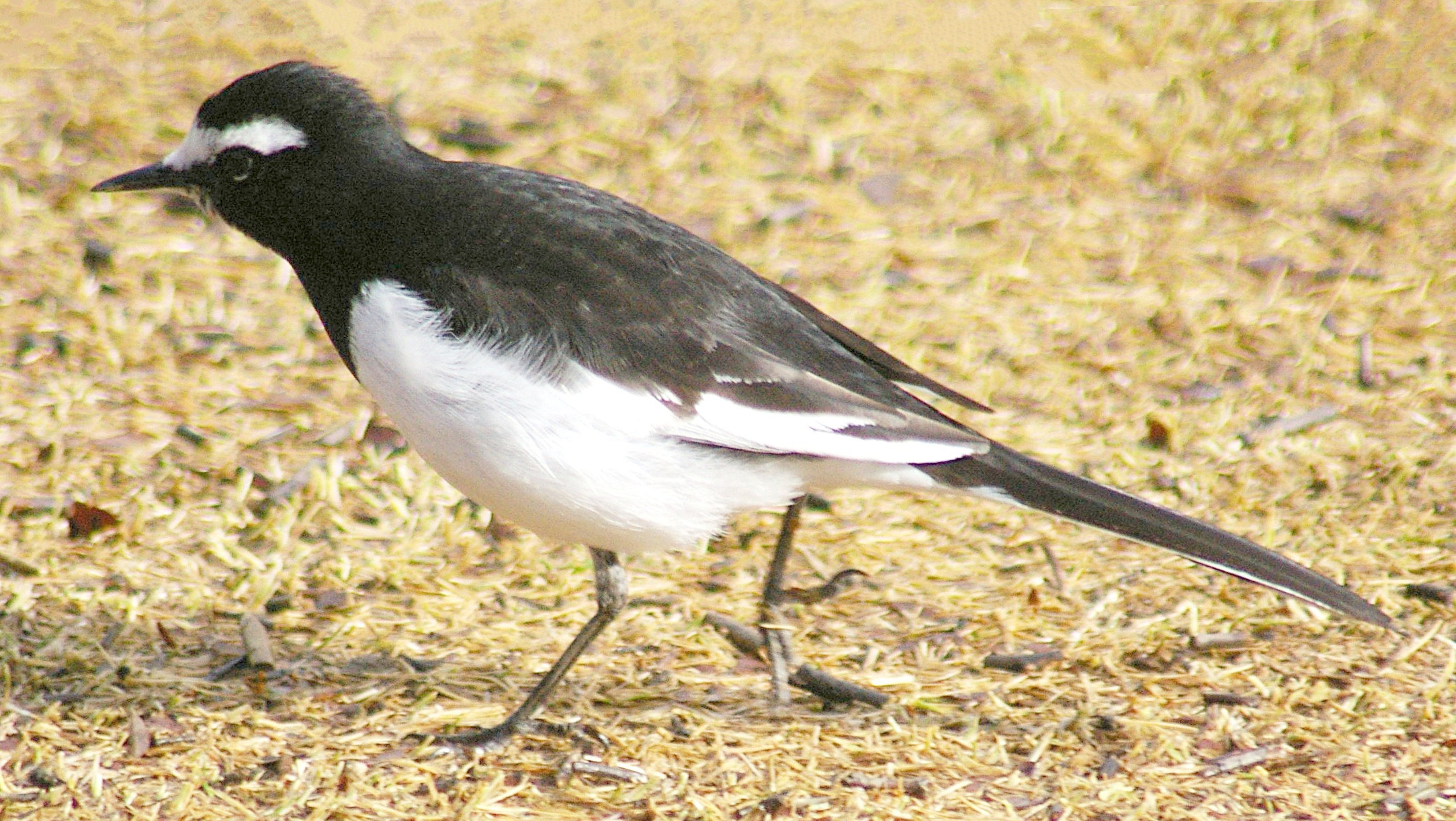
Adulte Japanstelze im frischen Gefieder. Auf dem Rücken sind feine helle Säume zu erkennen, die sich später abnutzen.

Die Japanstelze ähnelt den östlichen Unterarten der Bachstelze, ist aber mit 21–23 cm Körperlänge im direkten Vergleich größer, hochbeiniger und etwas langschnäbeliger. Die Flügellänge liegt zwischen 86 und 104 mm, die Schwanzlänge zwischen 85 und 101 mm. Im Unterschied zur Bachstelze sind die beiden äußeren Steuerfederpaare kürzer als das mittlere. Dieses Merkmal hat die Art mit der Mamulastelze und der Mekongstelze gemeinsam. Der schwärzliche Schnabel ist zwischen 17,5 und 20,0 mm lang. Füße und Beine sind schwärzlich, die Iris ist dunkelbraun.
Bei adulten Männchen ist die Oberseite überwiegend schwarz, im frischen Gefieder sind sehr schmale graue Säume zu erkennen. Daraus stehen als weiße Partien die Stirn, der Überaugenstreif, ein halbmondförmiger, schmaler Fleck unter dem Auge sowie Kinn und die obere Kehle in Kontrast. Die Unterseite ist weiß mit einem gerundeten, schwarzen Brustschild, an dessen Seiten das Weiß bis zu den Schultern herauf ragt. Die Randdecken sind schwarz, die übrigen Oberflügeldecken weitgehend weiß. Die größeren Alulafedern sind schwarz, die kleineren weiß oder weiß mit grauen Basen. Hand- und Armschwingen sind an der Basis weiß und im distalen Teil schwärzlich, wobei die Länge des Schwarzanteils zu den äußeren Handschwingen hin zunimmt. Die Armschwingen sind zudem weiß gerandet. Die braunschwarzen Schirmfedern zeigen einen weißen Saum, der auf der inneren schmal, auf der mittleren breiter und auf der äußeren sehr breit ist. Die mittleren vier Steuerfederpaare sind schwarz und zeigen nur im frischen Gefieder schmale Säume, die beiden äußeren Paare sind bis auf etwas Schwarz auf der Innenfahne weiß.
Der Sexualdimorphismus ist nur schwach ausgeprägt. Weibchen sind oberseits eher dunkelgrau als schwarz. Jungvögel sind oberseits grau mit einem bräunlichen Ton. Die blassgraue Färbung der Brust geht langsam in das Weiß der Unterseite über und setzt sich manchmal noch an den Flanken fort. Vögel im ersten Winter sind lediglich an geringfügig ausgeprägten Flügelmerkmalen von adulten Tieren zu unterscheiden.

## Stimme
Der häufigste Ruf, der sowohl im Flug als auch von Warten aus abgegeben wird, ist ein hohes und scharfes, pieperähnliches bizzr oder tizzr. Er unterscheidet sich deutlich vom Ruf der Bachstelze und kann innerhalb der Gattung am ehesten mit dem der Mekongstelze verglichen werden.
Der Gesang variiert zwischen einfach und monoton oder komplex und vielfältig. Er besteht aus einzelnen Tönen oder längeren Phrasen, die mit einigem zeitlichen Abstand vorgetragen werden. Im Unterschied zu dem der Bachstelze enthält er zahlreiche sehr raue und schrille Töne und erinnert an die Gesänge von Stieglitz und Erlenzeisig.

## Verbreitung und Bestand
Die Japanstelze kommt auf allen japanischen Hauptinseln sowie auf Sado vor. Über Brutvorkommen auf der Koreanischen Halbinsel gibt es widersprüchliche Angaben. Nach einigen Autoren tritt die Art dort zerstreut als Brutvogel auf, nach anderen gibt es dort lediglich gelegentliche Brutzeit- und Winterbeobachtungen. Die meisten Japanstelzen sind Standvögel, lediglich Hokkaidō wird im Winter nahezu komplett geräumt. Auf Honshū wandert die Art im Winter aus höheren Lagen ab. Gelegentliche Winterbeobachtungen streuen zwischen den Nansei-Inseln und Taiwan sowie dem gegenüberliegenden chinesischen Festland.
Die Art wird von der IUCN als nicht bedroht („least concern“) angesehen. Unterarten werden nicht beschrieben.

## Lebensraum
Im Unterschied zu den beiden auf Japan vorkommenden Bachstelzenunterarten ist die Japanstelze stärker an Fließgewässer gebunden und kommt kaum an der Küste vor. Sie brütet bevorzugt an flachen Bächen und Flüssen, Seen und Teichen. In der Nähe menschlicher Siedlungen kommt sie fast nur im ländlichen Hügelland vor, in den letzten Jahren häufen sich aber die Nachweise auch in Vorstädten und anderen urbanen Lebensräumen. Die Höhenverbreitung reicht bis 1400 m.

## Systematik
Lange Zeit wurde die Japanstelze als Unterart der Bachstelze angesehen. Sie brütet aber auf Hokkaidō sympatrisch mit der Bachstelzenunterart Motacilla alba lugens und im Süden Japans seit einigen Jahren mit der Unterart M. a. leucopsis zusammen. In den 1970er Jahren gab es nur geringfügige Überschneidungen der Verbreitungsgebiete, durch eine Ausbreitung vor allem der erstgenannten Unterart in den letzten Jahren haben sich diese jedoch ausgedehnt. Fälle von Hybridisierung sind selten und von einigen wird zudem angenommen, dass es sich eher um stark abweichende Individuen als um Hybriden gehandelt haben könnte.
Untersuchungen der nukleären DNA legen nahe, dass die Japanstelze mit der Bachstelze, der indischen Mamulastelze und der afrikanischen Witwenstelze sowie der erst 2001 beschriebenen Mekongstelze eine Superspecies bildet. Untersuchungen der mitochondrialen DNA zufolge ist die Witwenstelze hingegen nicht sehr nah mit den übrigen schwarzweißen Motacilla-Arten verwandt.